# Leucodon formosanus
Leucodon formosanus är en bladmossart som beskrevs av Hiroyuki Akiyama 1987. Leucodon formosanus ingår i släktet Leucodon och familjen Leucodontaceae. Inga underarter finns listade i Catalogue of Life.